# Hulbert
Hulbert és un poble dels Estats Units a l'estat d'Oklahoma. Segons el cens del 2000 tenia 543 habitants.

## Demografia
Segons el cens del 2000, Hulbert tenia 543 habitants, 214 habitatges, i 148 famílies. La densitat de població era de 220,7 habitants per km².
Dels 214 habitatges en un 36,9% hi vivien nens de menys de 18 anys, en un 42,1% hi vivien parelles casades, en un 20,6% dones solteres, i en un 30,4% no eren unitats familiars. En el 26,6% dels habitatges hi vivien persones soles el 12,6% de les quals corresponia a persones de 65 anys o més que vivien soles. El nombre mitjà de persones vivint en cada habitatge era de 2,54 i el nombre mitjà de persones que vivien en cada família era de 3,01.
Per edats la població es repartia de la següent manera: un 29,8% tenia menys de 18 anys, un 12,3% entre 18 i 24, un 26,9% entre 25 i 44, un 19,5% de 45 a 60 i un 11,4% 65 anys o més.
L'edat mediana era de 29 anys. Per cada 100 dones de 18 o més anys hi havia 83,2 homes.
La renda mediana per habitatge era de 19.886 $ i la renda mediana per família de 24.063 $. Els homes tenien una renda mediana de 23.333 $ mentre que les dones 19.107 $. La renda per capita de la població era de 9.508 $. Entorn del 23,7% de les famílies i el 26,5% de la població estaven per davall del llindar de pobresa.

## Poblacions més properes
El següent diagrama mostra les poblacions més properes.